# Тарасовский сельский совет (Зеньковский район)
Тарасовский сельский совет (укр. Тарасівська сільська рада) — входит в состав
Зеньковского района
Полтавской области
Украины.
Административный центр сельского совета находится в 
с. Тарасовка.

## Населённые пункты совета
- с. Тарасовка
- с. Бобровник
- с. Пирки
- с. Слинковщина